# Èuticles
Èuticles (en grec antic: Εὐθυκλῆς, llatí: Euthycles) fou un poeta còmic atenès que pertany a la vella comèdia.
Se'n coneixen dues obres, intitulades Els perduts o La lletra (Ἅσωτοι ἢ Ἐπιστολή) i Atalanta. Ateneu de Nàucratis en cita els únics versos coneguts. Fabricius l'inclou a la Bibliotheca Graeca.